# Harald Wertz
Harald Wertz (* 1947 in Friedrichshafen) ist ein deutscher Informatiker und Hochschullehrer.

## Werdegang
Nach einer Lehre als Automateneinrichter besuchte Wertz im Rahmen der Erwachsenenbildung das Eberhard-Ludwigs-Gymnasium in Stuttgart und erlangte dort 1970 die Hochschulreife (Abitur). Im selben Jahr ging er nach Frankreich, wo er an der Université Pierre et Marie Curie, UPMC, auch Paris 6, Mathematik und Informatik studierte. Von 1978 bis 2015 forschte und lehrte er als Professor an der Fakultät für Informatik der Université Paris VIII Vincennes–Saint-Denis. In den Jahren nach der Auflösung der Sowjetunion schickte ihn seine Universität auf Wunsch der Ivane Javakhishvili Tbilisi State University nach Tiflis, Georgien, um dort an der Universität das Institut für Informatik aufzubauen.

## Publikationen (Auswahl)
- Intelligence artificielle. Application à l analyse de programmes. Masson, Paris 1987
- LISP. Une introduction à la programmation. Masson, Paris 1991
- Object-oriented Programming with Smalltalk. ISTE Press – Elsevier, London 2015

## Ehrungen
- 25. Juni 2015: Ehrendoktorat der Ivane Javakhishvili Tbilisi State University[7]